# Jeon Tae-il
Jeon Tae-il (coreano:전태일 hanja:全泰壹, 13 de novembro de 1948 - 26 de agosto de 1970) foi um sindicalista e ativista dos direitos humanos da Coreia do Sul. 
Em 1970, suicidou-se por imolação, argumentando protestar contra as condições de trabalho e o desrespeito pelos direitos dos trabalhadores.

## Página Principal
- 전태일 - 어느 청년 재단사의 꿈 (em coreano)
- 사람대접 못받는 ‘2010년의 전태일들’ 한겨레 2009.12.31 (em coreano)
- 민주화운동보상금 60억5천만원 첫 지급 (em coreano)